# 기류큐조마에역
기류큐조마에역(일본어: 桐生球場前駅, きりゅうきゅうじょうまええき)은 일본 군마현 기류시에 있는 조모 전기 철도 조모 전기 철도 조모 선의 역이다. 병행하고 있는 도부 기류 선의 역은 없다.

## 역사
- 2006년 10월 1일: 영업 개시.

## 역 구조
단선 승강장 1면 1선의 지상역으로 무인역이다. 구조물과 일체화된 의자가 있고 문이 없는 대합실만 존재한다.

## 역 주변
동쪽에 기류 시 운동공원이 있으며 이 공원 건너편에 와타라세 계곡 철도의 운도코엔역이 있다. 서쪽에는 주택이 많다.
- 레스토랑 뉴트럴
- 기류 시 운동공원
  - 기류 구장
  - 기류 시민 체육관
- 기류 시 교통국 와타나세 단지
- 군마 현 기류니시 고등학교

## 인접역
| ■ 조모 전기 철도 조모 선 | ■ 조모 전기 철도 조모 선 | ■ 조모 전기 철도 조모 선 |
| ------------------------ | ------------------------ | ------------------------ |
| 아카기 주오마에바시 방면 |                          | 덴노주쿠 니시키류 방면   |